# Deutscher Verein für öffentliche und private Fürsorge
Der Deutsche Verein für öffentliche und private Fürsorge e. V. (kurz Deutscher Verein) mit Sitz in Berlin (früher Frankfurt am Main) ist der Zusammenschluss u. a. der öffentlichen und freien Träger sozialer Arbeit. Er ist ein eingetragener Verein, der als gemeinnützig anerkannt ist. Der Verein hat über 2.500 Mitglieder, hierzu gehören Landkreise, Städte und Gemeinden sowie deren Spitzenverbände und die Spitzenverbände der Freien Wohlfahrtspflege ebenso wie Bundesministerien und -behörden, Länderverwaltungen, überörtliche Träger der Sozialhilfe, Universitäten und Fachhochschulen, Vereine, soziale Einrichtungen, Ausbildungsstätten, Einzelpersonen und Unternehmen der Sozialwirtschaft. Gegründet wurde er 1880. Nach seiner geltenden Satzung fördert er Bestrebungen auf dem Gebiet der sozialen Arbeit, insbesondere der Sozialhilfe, der Jugendhilfe, der Gesundheitshilfe sowie der Armenpflege in der Bundesrepublik Deutschland. Praktische Sozialarbeit ist nicht Aufgabe des Vereins, sondern die seiner Mitglieder.
Präsidentin ist seit November 2020 Irme Stetter-Karp, ihr Vorgänger war der Landrat des Rems-Murr-Kreises Johannes Fuchs. Dessen Amtsvorgänger war Wilhelm Schmidt. Vorstand war Michael Löher, seit dem 1. August 2024 Verena Staats.

## Geschichte
Die Organisation wurde in einer Gründungsversammlung am 26. und 27. November 1880 als „Deutscher Verein für Armenpflege und Wohlthätigkeit“ gegründet. Im Jahr 1897 erschien das von Paul Felisch im Auftrag des DV verfasste Werk Die Fürsorge für die schulentlassene Jugend. In dem Werk fordert Felisch die Einführung eines Jugendgesetzes.
Bis zu ihrem Ausscheiden war Dorothea Hirschfeld nebenamtliche Geschäftsführerin. Nachdem Anfang 1919 Hirschfeld den Deutschen Verein verlassen hatte und Wilhelm Polligkeit eine hauptamtliche Geschäftsführerstelle gefordert hatte, übernahm nach Klärung der Finanzierung Hermann Hog die Aufgabe des Geschäftsführers und war damit erster hauptamtlicher Geschäftsführer des Deutschen Vereins. 1920 wurde er durch Polligkeit abgelöst. Während der Weimarer Republik wurde der Verein zu einem professionellen Interessenverband, der großen Einfluss auf die Fürsorgegesetzgebung nahm. Während der Zeit des Nationalsozialismus wurde der DV, der von Polligkeit als Vorsitzendem geleitet wurde, gleichgeschaltet und entging so seiner Auflösung. Polligkeit befürwortete die staatliche Kontrolle und Verfolgung nicht-sesshafter Menschen bis hin zur Zwangssterilisierung und fand im nationalsozialistischen Staat ein Betätigungsfeld für seine sozial-rassistischen Ansichten, die er schon in der Weimarer Republik gehegt hatte.
Nach 1945 erfolgte der Neuaufbau, weiterhin unter der Leitung von Polligkeit.
Als Polligkeits Nachfolger war Hans Muthesius von 1950 bis 1964 Vorsitzender des Vereins. Dieser hatte im NS-Staat sozial-rassistische Konzepte vertreten, war im Reichsministerium des Innern mit der Einweisung von Kindern und Jugendlichen in die Jugendkonzentrationslager betraut gewesen und hatte u. a. die Anregung für das Polen-Jugendverwahrlager Litzmannstadt gegeben. Der Deutsche Verein bezeichnete ihn als herausragenden Sozialpolitiker und fasste seine Tätigkeit im Verein folgendermaßen zusammen: „Er erkannte vorausschauend die neuen Herausforderungen, die die moderne Industriegesellschaft an die soziale Sicherung seiner Bürger stellte, und entwickelte teilweise visionäre Ideen.“

## Verein

### Zweck
Vereinszweck ist:
- Anregung und Beeinflussung der Sozialpolitik
- Erarbeitung von Empfehlungen für die Praxis der öffentlichen und freien sozialen Arbeit
- Gutachterliche Tätigkeit auf dem Gebiet des Sozialrechts
- Ständige Information der auf diesem Gebiet tätigen Personen und die Förderung des Erfahrungsaustausches
- Fort- und Weiterbildung von Führungskräften und Mitarbeiter des sozialen Bereiches
- Förderung der für die soziale Arbeit bedeutsamen Wissenschaften
- Beobachtung und Auswertung der Entwicklung der sozialen Arbeit in anderen Ländern
- Förderung der internationalen Zusammenarbeit
- Internationaler Sozialdienst
- Herausgabe von Schriften und sonstigen Veröffentlichungen zu Fragen der sozialen Arbeit

Der Verein ist eine Koordinationsstelle für alle Bestrebungen und Entwicklungen in den Bereichen Sozial-, Kinder-, Jugend- und Familienpolitik sowie der Sozial- und Jugendhilfe, Alten- und Gesundheitshilfe, Rehabilitation und Behindertenhilfe, Pflege, soziale Berufe sowie der internationalen sozialen Arbeit. Zur Unterstützung seiner internationalen Arbeit kooperiert der Deutsche Verein mit internationalen und europäischen Organisationen. Unter anderem ist er Mitglied im Internationalen Rat für Soziale Wohlfahrt (ICSW).

### Finanzierung
Der Verein finanziert sich (Stand: 2011) fast ausschließlich aus Mitteln des Bundesministeriums für Familie, Senioren, Frauen und Jugend (BMFSFJ).
Seit dem Jahre 2002 wird er auf der Grundlage einer Fördervereinbarung mit dem BMFSFJ gefördert. Der Förderbetrag ist dabei auf 4.455.000 Euro gedeckelt. Durch Länderzuschüsse, Mitgliederbeiträge und Spenden kamen im Geschäftsjahr 2011 lediglich 550.964,50 Euro zusammen. Eigene Einnahmen verzeichnete der Deutsche Verein im Geschäftsjahr 2011 in Höhe von 908.590,06 €.
Der Verein veranstaltet vielfältige Fachtagungen zu Themen aus dem Bereich der Wohlfahrtspflege. Dabei erhält der Deutsche Verein für jede „der im Bundesinteresse liegenden bundeszentralen Fachveranstaltungen“ eine pauschale Förderung in Höhe von 36,00 Euro pro Teilnehmer und Tag sowie eine pauschale Förderung in Höhe von 256,00 Euro für externe Referenten. Das „Bundesinteresse“ wird dabei durch das BMFSFJ vorgegeben, gleichzeitig der Hauptgeldgeber des Deutschen Vereins.

### Empfehlungen und Stellungnahmen
Der Verein erarbeitet Empfehlungen und Stellungnahmen zu vielen sozialrechtlichen Themen. Beispiele aus der jüngeren Zeit sind die „Stellungnahme des Deutschen Vereins zum Regierungsentwurf eines Gesetzes zur Verbesserung des Kinderschutzes“ sowie zur Überprüfung des Pflegebedürftigkeitsbegriffs aus dem März 2009 oder die Empfehlungen zur Bedarfsermittlung und Hilfeplanung in der Eingliederungshilfe für Menschen mit Behinderungen aus dem Juni 2009.
Ein Beispiel dafür, wie sich die Arbeit der Vereinigung in der Praxis auswirkt, sind die Empfehlungen zur Gewährung von Krankenkostzulagen in der Sozialhilfe von Oktober 2008, die die früheren Empfehlungen aus dem Jahr 1997 ersetzen.
Ebenfalls seit Oktober 2008 verabschiedete das Präsidium Empfehlungen zur Vollzeitpflege von Kindern und Jugendlichen, in denen er die Anpassung der Unterhaltsleistungen der Jugendämter an Kinder und Jugendliche in Pflegefamilien für das jeweilige Folgejahr gemäß §§ 33, 39 SGB VII  empfiehlt.
Im Oktober 2009 veröffentlichte der Verein Empfehlungen zur Vereinbarkeit von Familien- und Erwerbsleben.
Ein Beispiel für die europapolitische Arbeit des Vereins sind die „Empfehlungen des Deutschen Vereins zur sozialen Ausgestaltung der sogenannten Post-Lissabon-Strategie ab 2011“.

## Herausgeberschaft und Fachlexikon
Der Verein gibt zahlreiche Materialien heraus, u. a. eigene Buchreihen, die Zeitschriften Nachrichtendienst (NDV) und Rechtsprechungsdienst (NDV-RD) sowie das Archiv für Wissenschaft und Praxis der sozialen Arbeit des Deutschen Vereins. Er veranstaltet neben dem alle drei Jahre stattfindenden Deutschen Fürsorgetag, dem großen Fachkongress des Sozialen in Deutschland, Fachtagungen, Workshops und zahlreiche Weiterbildungen für Personen in der sozialen Arbeit.
Anlässlich des hundertjährigen Jubiläums 1980 erschien die erste Auflage des Fachlexikons der sozialen Arbeit. Im Jahr 2017 ist die 8. völlig überarbeitete und aktualisierte Auflage des Fachlexikons erschienen.

## Kritik

### Krankenkostzulagen
Der Verein hat im Jahr 2008 neue „Empfehlungen zur Gewährung von Krankenkostzulagen in der Sozialhilfe“ gegeben, die die früheren Empfehlungen aus dem Jahr 1997 ersetzen und teilweise kontrovers diskutiert wurden. Sie beruhen u. a. auf dem „Rationalisierungsschema 2004“ des Bundesverbandes Deutscher Ernährungsmediziner und anderer Fachverbände sowie einer wissenschaftlichen Studie der Deutschen Gesellschaft für Ernährung.
Die Empfehlungen kommen auf diesen Grundlagen zu dem Schluss, dass bei Diabetes, erhöhten Fettwerten und weiteren ‚Volkskrankheiten‘ nach dem heutigen Stand der Wissenschaft keine Diät erforderlich und eine gesunde Ernährung ausreichend sei. Aus diesem Grund seien zusätzliche finanzielle Leistungen nicht erforderlich. Da also die Notwendigkeit der Einhaltung einer bestimmten Diät nicht mehr gegeben sei, fehlten die gesetzlich vorgeschriebenen Voraussetzungen für die Gewährung von Krankenkostzulagen. Die Kosten für eine gesunde Ernährung seien mit dem normalen Regelsatz zu decken, „wenn äußerst sparsam gewirtschaftet wird.“ Bei anderen Krankheiten wie z. B. Zöliakie wird ein Mehrbedarf weiterhin bejaht.
Der Verein betont, dass er ausdrücklich keinerlei Aussage darüber getroffen habe, ob die Regelsätze insgesamt als solche angemessen sind und er sich lediglich zu einer klar umrissenen Fragestellung geäußert habe.
Die Empfehlungen wurden von der Bundesagentur für Arbeit im Kerngehalt in deren „fachliche Hinweise“ zu § 21 Abs. 5 SGB II übernommen. Die Rechtsprechung folgt den Empfehlungen.

### Regelsatz
In jüngerer Zeit hat der Verein u. a. eine Stellungnahme beim Bundesverfassungsgericht zur Höhe der Regelsätze von Leistungen zur Grundsicherung abgegeben. In seinem Urteil vom 9. Februar 2010, mit dem das Bundesverfassungsgericht die Höhe der Regelsätze des Arbeitslosengeldes II („Hartz IV“) teilweise für verfassungswidrig erklärt hat, wird der Verein wiederholt zitiert. Die Ermittlung dieser Regelsätze beruhte maßgeblich auf Erhebungen und Berechnungen des Vereins. Das Gericht führt darin aus:
„Der Deutsche Verein für öffentliche und private Fürsorge weist darauf hin, dass die Bemessung einer fürsorgerechtlichen Leistung zur Sicherung des Lebensunterhalts so eng mit politischen Anschauungen und Wertungen verbunden sei, dass sich aus der Verfassung selbst kaum ein bestimmter Bezifferungsmaßstab ergeben könne. Er ist der Auffassung, die Einkommens- und Verbrauchsstichprobe sei eine geeignete Basis für die Bemessung sozialstaatlicher Mindestleistungen. Das Statistikmodell der Regelsatzverordnung 2005 greife auf das Verbrauchsverhalten der untersten Einkommensgruppe ohne Sozialhilfeempfänger zurück. Durch den Ausschluss von Hilfeempfängern aus dieser Gruppe sei eine taugliche Grundlage für die Regelsatzbemessung vorhanden. Bei der Weiterentwicklung des Statistikmodells sei darauf zu achten, dass Bedarf nicht unterschätzt und ein sachgerechter Fortschreibungsfaktor gefunden werde.“
Dennoch hatte der Verein ausweislich des Urteils nichts daran auszusetzen, dass maßgebliche Teile der Regelsätze und insbesondere jener für Kinder gerade ohne Berücksichtigung oder gar unter Missachtung der Ergebnisse der Erhebungen und Berechnungen des Vereins festgesetzt worden waren. Diesen Umstand hat das Bundesverfassungsgericht gerügt und den Gesetzgeber zur Änderung aufgefordert.